# Покровская церковь (Букановская)
Покровская церковь (храм Покрова Пресвятой Богородицы) — бывший православный храм в станице Букановской Области Войска Донского, ныне Волгоградской области.

## История
В 1740 году в станице уже была деревянная дубовая церковь. В 1773 году была построена новая церковь с колокольней из дубового леса, которая просуществовала почти 40 лет. В 1819 году в станице состоялась закладка новой каменной церкви, с колокольней и двумя приделами: первый — в честь Вознесения Господня, второй — во имя Трёх Святителей. Храм был освящён в 1824 году. Состав причта: один священник, один псаломщик и один дьякон. Ограда церкви была выполнена каменной — из красного кирпича, с железной решёткой.
Церковь просуществовала до 1930-х годов, когда была уничтожена. Новый современный приход Покровский церкви был образован в станице Букановской в 1996 году. Был обустроен молитвенный дом, в котором настоятель — священник Александр Никитин из станицы Слащевской — служит один раз в месяц. В июле 2019 года храм Покрова Пресвятой Богородицы был освящён.
Адрес: 403424, Волгоградская область, Кумылженский район, станица Букановская, ул. Лагутина, 70.